# Friedensturm (Weinböhla)

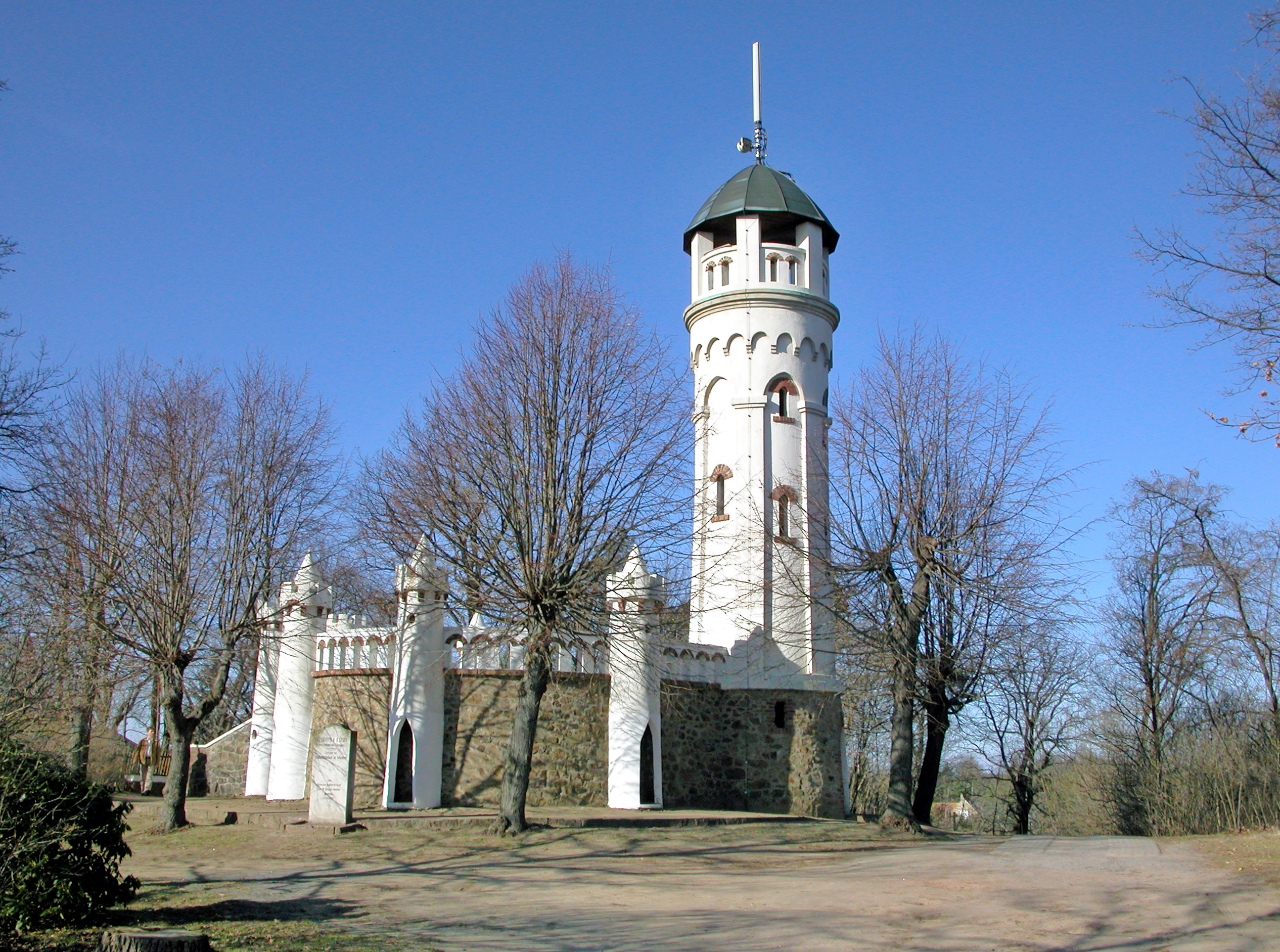
Friedensturm

Der Friedensturm ist ein Aussichtsturm in der Gemeinde Weinböhla im sächsischen Landkreis Meißen.

## Lage und Beschreibung
Der Friedensturm ist ein etwa 20 Meter hoher Steinturm im Osten von Weinböhla. Der Turm wurde auf einer etwa 2,50 Meter hohen Terrassenanlage errichtet, die von acht kleinen  Zinnentürmen und einer Brüstungsmauer umgeben ist. Von der Terrasse aus führen 20 Stufen auf die erste, öffentlich zugängliche Plattform des Turms, die obere Aussichtsplattform ist über weitere 49 Stufen zu erreichen. Als bau- und ortsgeschichtlich bedeutsames Bauwerk steht die Anlage des Friedensturms unter Denkmalschutz.
Zusammen mit dem Wartturm und dem König-Albert-Turm bildet der Friedensturm das Ensemble der 3 Türme von Weinböhla und gilt als Wahrzeichen der Gemeinde. Die drei Türme sind die letzten erhalten gebliebenen von ehemals 6 Türmen in der Gemeinde.

## Geschichte

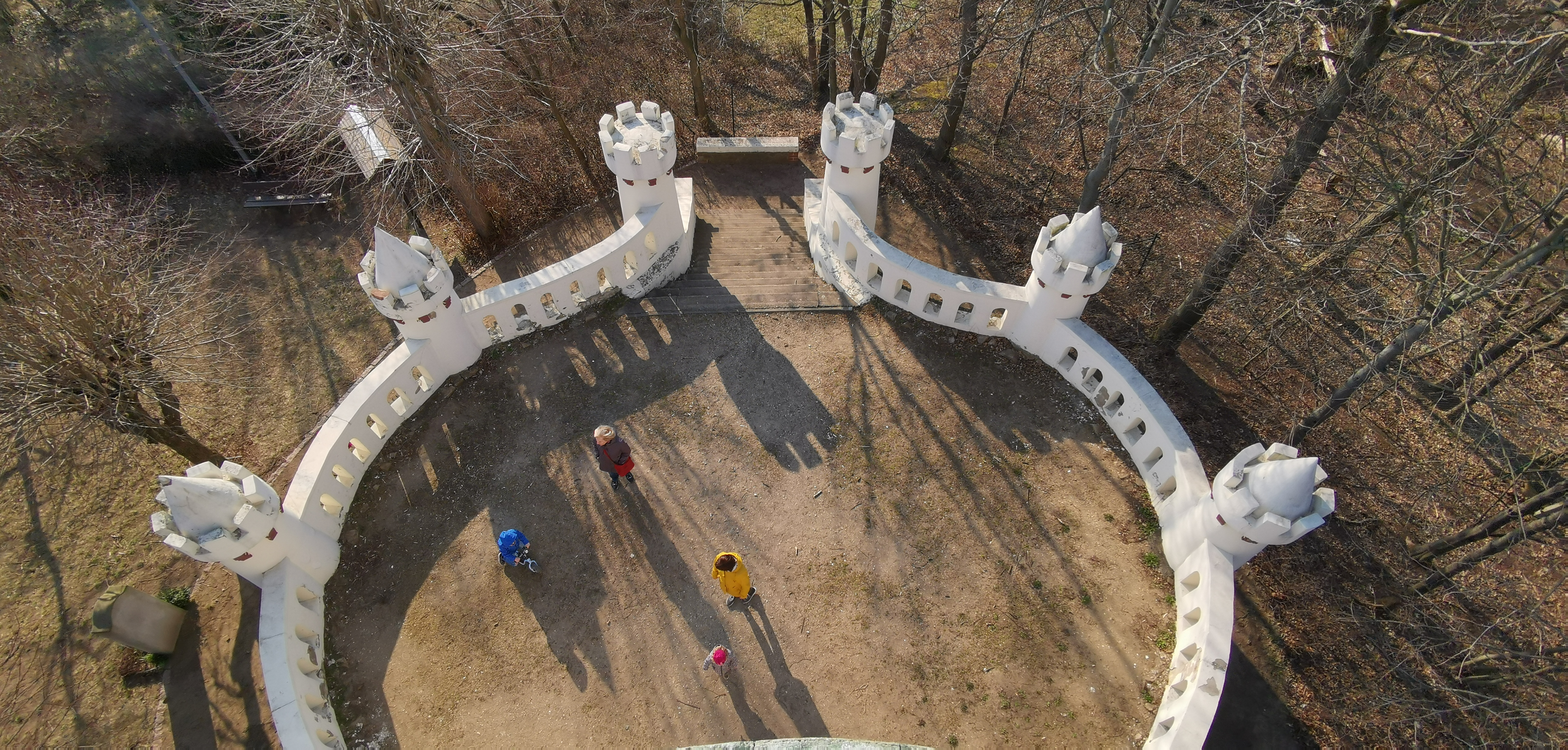
Terrassenanlage mit Zinnen

Der Rittergutsbesitzer Carl Wilhelm Wießner, der im Jahr 1900 mit dem Wartturm bereits einen Aussichtsturm in Weinböhla errichten lassen wollte, regte 1901 den Bau eines Bismarckturms zum Gedenken an Otto von Bismarck (1815–1898), den ersten Reichskanzler des Deutschen Reiches an. Die Baugenehmigung erhielt Wießner im Februar 1903. Die Baukosten in Höhe von 7500 Mark trug er selbst. Die Grundsteinlegung erfolgte am 1. April 1903, der Turm wurde als Bismarckwarte am 30. August 1903 geweiht. Eine über dem Eingang angebrachte Gedenktafel aus Sandstein trug die Aufschrift:

„Des Fürsten Bismarck Ruhm verkündet,

Die Warte stolz auf Bergesrand.

Er hat das Deutsche Reich gegründet,

Geeint das Deutsche Vaterland.

Bleibt auch in Eintracht ferner stark!

Seid treue Deutsche bis ins Mark!“

Die acht die Terrassenanlage des Turms umgebenden Zinnentürme trugen die Wappen der damals größten deutschen Staaten.
Im Zweiten Weltkrieg wurde die Bismarckwarte stark zerstört. Nach Kriegsende erfolgte die Umbenennung In Hoher Turm, zeitweilig wurde er auch als Turm der Jugend bezeichnet.
Die Heimatfreunde Weinböhla starteten 1955 eine Initiative zur Sanierung des Turms. Mit einer Spende des Gärtnermeisters Erwin Schäfer erfolgte die Restaurierung im Jahr 1956. Die Gedenktafel für Bismarck wurde im Zuge der Sanierung entfernt, die neue Tafel trägt seither die Inschrift:

„Frieden!

Erbaut 1903

Wilh. Wiesner

Erneuert 1956

Erwin Schäfer“

Am 7. Juli 1956 erfolgte die neuerliche Weihe des Turms, der dabei den neuen Namen Turm des Friedens bzw. kurz Friedensturm erhielt.
In den 1970er und 1980er Jahren fiel der Turm wiederholt Vandalismus zum Opfer, so dass die Anlage geschlossen werden musste. Eine neuerliche Initiative zur Restaurierung des Turms startete in den Jahren 1987/1988. Im August 1992 wurde der Friedensturm wieder für die Öffentlichkeit freigegeben. Das 100-jährige Turmjubiläum wurde 2003 mit einem Festakt begangen. Weitere Sanierungsarbeiten erfolgten 2012.

## Drais-Stein

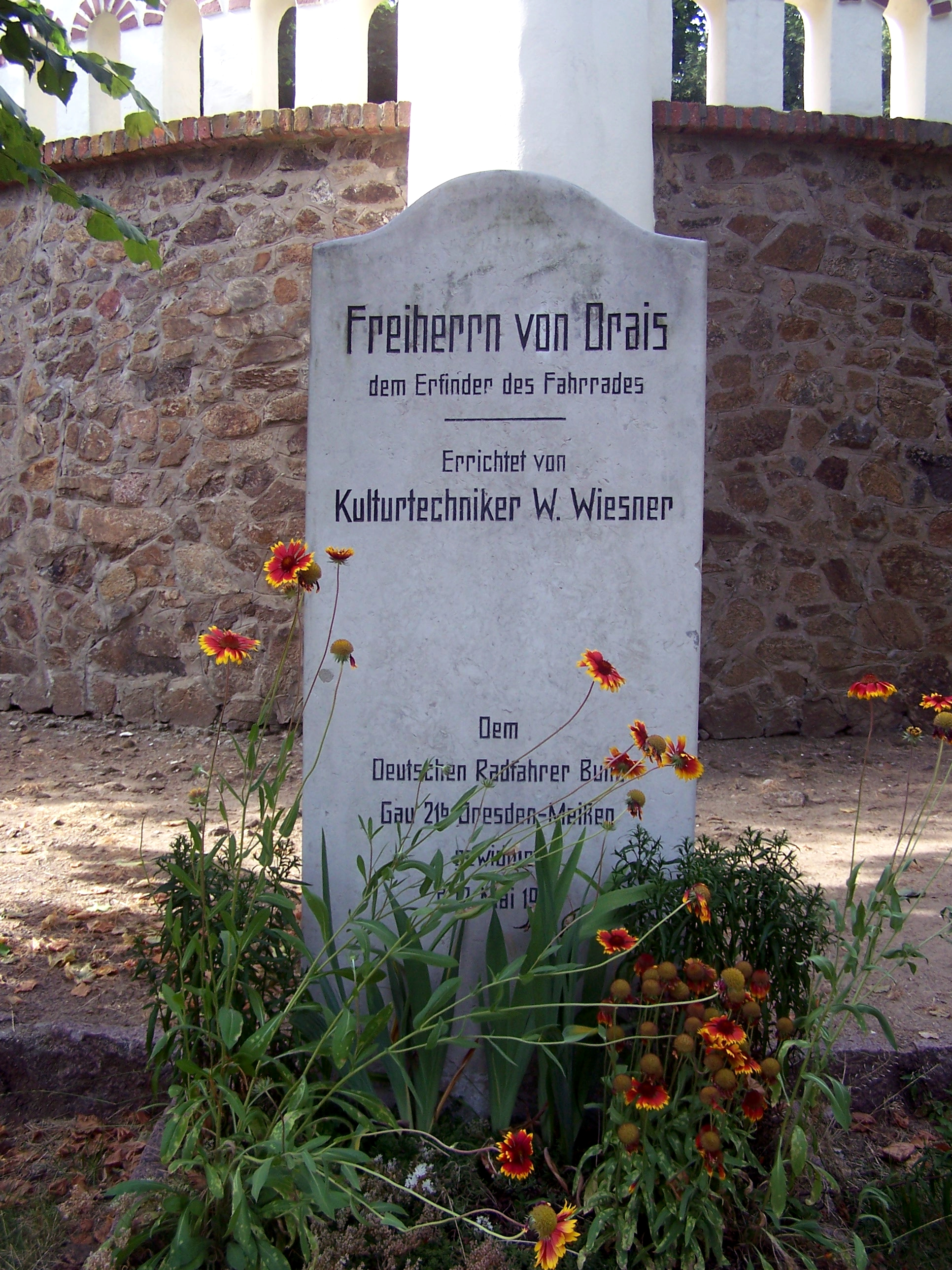
Drais-Stein

Unmittelbar vor dem Friedensturm befindet sich der Drais-Stein. Dieser im Jahr 1912 ebenfalls von Carl Wilhelm Wießner errichtete Gedenkstein erinnert an Karl von Drais, den Erfinder der Draisine. Der Stein trägt die Aufschrift:

„Freiherrn von Drais
dem Erfinder des Fahrrades
Errichtet von Kulturtechniker W. Wiesner
Dem Deutschen Radfahrer Bund Gau 21 b Dresden-Meißen gewidmet d. 12. Mai 1912“

Als ortsgeschichtlich bedeutsames Werk steht der Drais-Stein unter Denkmalschutz.